# Liste des boursiers Killam, par ordre alphabétique V
| Nom                   | Année | Université             | Discipline           |
| --------------------- | ----- | ---------------------- | -------------------- |
| H.M. van Driel        | 1997  | Université de Toronto  | Physique             |
| W.T.H. van Oers       | 1987  | Université du Manitoba | Physique             |
| D.A. VandenBerg       | 1995  | Université de Victoria | Physique             |
| J. Veizer             | 1986  | Université d'Ottawa    | Sciences de la terre |
| Philippe Verdier      | 1974  | Université de Montréal | Histoire de l'art    |
| Vaira Vikis-Freibergs | 1993  | Université de Montréal | Littérature          |
| Paul Villeneuve       | 1999  | Université Laval       | Géographie           |
| L.e Viola             | 2003  | Université de Toronto  | Histoire             |
| M. Vranic             | 1988  | Université de Toronto  | Médecine             |